# Klukowicze
Klukowicze – wieś w Polsce położona w województwie podlaskim, w powiecie siemiatyckim, w gminie Nurzec-Stacja.
| SIMC    | Nazwa              | Rodzaj  |
| ------- | ------------------ | ------- |
| 0037799 | Klukowicze-Kolonia | kolonia |

Wierni kościoła rzymskokatolickiego należą do parafii Podwyższenia Krzyża Świętego w Tokarach.

## Historia
Klukowicze powstały w II połowie XV w. jako jeden z folwarków wchodzących w skład rozległych dóbr ziemskich, które król Kazimierz Jagiellończyk nadał bojarowi Turowi. W 1499 r. rodzina Andrzejkowiczów, potomków Tura, uzyskała potwierdzenie prawa własności nadanych dziadowi ziem. W XVI w. doszło do podziału majątku i Klukowicze stały się centrum odrębnych dóbr ziemskich. W 1567 r. ich właścicielem był Awram Bukraba. Od nazw posiadanych siedzib Bukrabowie przyjęli nazwiska Klukowieckich lub Nurzeckich. W XVII wieku należała do Witanowskich. Zapewne w latach 20. XVII w. Klukowicze przeszły w ręce Piotra Kochlewskiego, sędziego ziemskiego bielskiego, aktywnego działacza politycznego i kalwińskiego (zm. w 1646 r.). Pierwotna skromna siedziba klukowicka, chociaż nie stanowiła centrum dóbr, została przez zamożny ród Kochlewskich rozbudowana dzięki czemu uzyskała regularny barokowy układ. W XIX wieku należała do Minekldiejów i Ponikwickich. Wieś szlachecka położona była w końcu XVIII wieku w powiecie brzeskolitewskim województwa brzeskolitewskiego. 
W XIX w. Klukowicze leżały w powiecie brzeskim guberni grodzieńskiej, w gminie Połowce.
W okresie międzywojennym należały do gmin Połowce i Wierzchowice w województwa poleskim II Rzeczypospolitej. 
W latach 1945–1954 miejscowość była siedzibą gminy Klukowicze. W latach 1975–1998 miejscowość administracyjnie należała do województwa białostockiego.

## Odkrycie skarbu srebrnych monet
W 1945 w pobliżu Klukowicz miejscowy rolnik podczas orki znalazł skarb, który zawierał prawie 1000 srebrnych monet, tzw. dirhemów wybitych na terenie dzisiejszego Iraku między VIII a X wiekiem. Pierwotnie mogło ich być nawet 1500, ale część zagubiła się zanim trafiły do rąk archeologów. Monety zostały złożone do glinianego garnka i zakopane w ziemi około 911-912 roku. Odkrycie świadczy, że Klukowicze miały wówczas duże znaczenie, jako miejsca, przez które przewożono, lub do którego dowożono monety arabskie. Część monet trafiła do Muzeum archeologicznego i Etnograficznego w Łodzi.

## Zabytki
- Dwór drewniany z około 1914 roku na planie litery L, z dwoma ganeczkami i podcieniami wspartymi na trzech kolumnach, boniowane narożniki, kamienny spichlerz i obora z 1903 roku oraz park podworski. Pozostałości parku dworskiego z kasztanowcami, klonami, jesionami i lipami. Dwór w ruinie. nr rej.: A-58 z 27.08.2003
- Chaty drewniane z XIX/XX wieku o pięknie zdobionych szczytach, rzeźbionych nadokiennikach i narożnikach.
- Grodzisko z X wieku o średnicy 140 m x 110 m, położone 3 km na północ od wsi. Grodzisko powstało w miejscu wcześniejszej osady z okresu rzymskiego. Grodzisko z X wieku otaczały trzy fosy i dwa wały, z których jeden wzmacniała kamienna ława. Razem z grodami w Zbuczu i Zajączkach można je wiązać z „mazowiecką” falą zasiedlenia tych terenów, co potwierdzają znaleziska z terenu grodziska z XI wieku. Grodzisko zostało zniszczone przed 1041 r. przez książąt kijowskich[11]. Grodzisko zostało ponownie zniszczone na przełomie XII/XIII wieku, ale być może funkcjonowało jeszcze do wieku XIV.